# Diplocirrus erythroporus
Diplocirrus erythroporus är en ringmaskart som beskrevs av José María Alfono Félix Gallardo 1968. Diplocirrus erythroporus ingår i släktet Diplocirrus och familjen Flabelligeridae. Inga underarter finns listade i Catalogue of Life.